# Centre Pompidou
El Centre Pompidou és el nom emprat més comunament per designar el Centre Nacional d'Art i Cultura Georges Pompidou de París (França) dissenyat pels llavors joves arquitectes Renzo Piano i Richard Rogers.
Va ser acabat el 1977, i inaugurat el 31 de gener del mateix any. Es tracta, a més, d'un edifici que alberga una biblioteca pública amb més de 2.000 punts de lectura.
El centre va ser construït durant el mandat del president francès Georges Pompidou, el qual va morir abans que s'acabés l'edifici. Va ser el seu successor, Valéry Giscard d'Estaing, qui el va inaugurar el 1977. Rehabilitat entre 1997 i desembre de 1999, va tornar a obrir les portes al públic l'1 de gener de 2000. Es tracta d'un dels monuments més visitats de França, amb prop de sis milions de visitants a l'any.
Des del 12 de maig de 2010, la ciutat de Metz dona la benvinguda a una branca descentralitzada del centre, el Centre Pompidou-Metz.

## Dades arquitectòniques
El Centre Pompidou va ser dissenyat pels joves arquitectes Renzo Piano i Richard Rogers. L'edifici és d'un estil que va ser molt innovador en l'estil proper en els anys 70, quadrat, d'estructura industrialista, i amb els elements funcionals, conductes, escales, etc. visibles des de l'exterior. Les conduccions d'aigua, aire o electricitat van ser pintades de colors atrevits i extrets de la part principal de l'edifici, per a deixar un interior diàfan. Encara que es va deslligar una polèmica quan va ser acabat, avui dia la gent s'ha acostumat al seu peculiar aspecte i gaudeix de molta popularitat. És un dels primers edificis de l'arquitectura high-tech.

### Projecte
El president de França, Georges Pompidou, que va governar des de 1969 fins a 1974, va voler revitalitzar el 4t districte de París, una zona deprimida econòmica i socialment. En ell estava el mercat dels Trobis, un enorme centre que venia productes a l'engròs i al detall. Va Ser dissenyat en l'època de Napoleó, i el seu primer projecte era historicista, a la qual cosa, l'emperador es va negar. Així doncs, aquest enorme mercat va tenir un disseny més funcional, amb cobertes en tots els pavellons i carrers, i amb l'estructura metàl·lica. Pompidou, per a revitalitzar el 4ieme Arrondissement, va decidir derrocar aquest mercat, ja que desprenia olors i produïa un trànsit caòtic.
En el seu lloc es va construir l'edifici de la borsa, de planta circular, uns jardins i un nou centre comercial amb connexió a l'estació de metro del barri. Altre edifici pertanyent a aquest pla de revitalització és el Centre Georges Pompidou, anomenat originalment Centre Beaubourg. És un museu d'art contemporani importantíssim, té un gran centre cívic i una biblioteca d'accés públic. El concurs per a escollir el disseny d'aquest edifici va començar en 1970, i el jurat estava compost per distingits i reconeguts arquitectes. Van guanyar Renzo Piano (1937 -) i Richard Rogers (1933 -), dues persones joves i desconegudes llavors, els quals es van associar en aquest projecte i en només un altre més. Renzo Piano és italià i té família anglesa. Rogers és anglès i té mare italiana. Aquests dos arquitectes van guanyar el concurs, a part de pel seu excel·lent projecte, gràcies a dos membres del jurat. Un d'ells era Philip Johnson (1906-2005), un nord-americà que va introduir l'arquitectura europea en Estats Units després de la Segona Guerra Mundial. L'altre va ser Jean Prouvé (1901-1984), un francès de la branca dels arquitectes que unien la tecnologia a l'arquitectura en els anys 1950. Le Ricolais va ser un enginyer experimental que provava estructures metàl·liques lleugeres i tibades. Prouvé, influït per aquest enginyer, va estar molt interessat en la tecnologia i per això li va agradar bastant el projecte de Piano i Rogers. Va ser Prouvé el major impulsor a donar la victòria a aquests dos joves. La construcció del Pompidou va començar en 1970. Quatre anys més tard, el llavors President de França Georges Pompidou, va morir, pel que les obres de l'edifici van sofrir una important aturada. Va ser la vídua del president francès la qual va fer que s'acabés amb èxit en 1977.

### Influències arquitectòniques
El Centre Pompidou contrasta enormement amb els edificis que li envolten. Així, la forma, els colors i l'altura d'aquest edifici resulten ser estridents per al seu entorn en el moment que es va construir i també avui dia. La seva funció és també estranya en l'època que es va fer. Un centre que reuneix arquitectura, art modern, art antic, llibres i llocs on els nens "juguen amb l'art", no era corrent llavors. El seu museu d'art contemporani és el més important del món. Quant a la seva aparença exterior, l'entramat de barres, tubs i elements tecnològics que s'amunteguen en les façanes fa que el Pompidou se sembli a una joguina tecnològica, similar a un Mecano. És anomenat pels parisencs La fàbrica de gas. Aquesta estridència que tant ho caracteritza formava part de les pretensions del concurs. El Centre Pompidou és un dels primers edificis del corrent High Tech. Està notablement influït per l'arquitectura de Mies Van der Rohe i per la del grup Archigram. Quant a la influència de l'arquitecte alemany, s'aprecia en l'edifici el racionalisme propi de la seva Arquitectura Moderna en el sentit que l'immoble és entès com un contenidor buit en el qual es pugui ficar qualsevol cosa.
L'interior del Pompidou és completament diàfan i és entès per Johnson com un contenidor amb espais interiors mòbils. Les grans llums estan salvades per un total de catorze enormes bigues paral·leles entre si i perpendiculars a la façana de la plaça. La influència del grup Archigram, és palpable en les noves i complicades formes que té l'edifici quant als moltíssims tubs, barres i estructures que envaeixen les façanes, usant una "tecnologia de broma". Archigram va crear nombrosos dissenys en els anys 1960 plens de fantasia i looks psicodèlics amb influències hippies. En els seus projectes abundaven els tubs, colors i estructures metàl·liques exteriors.

### Entorn urbà

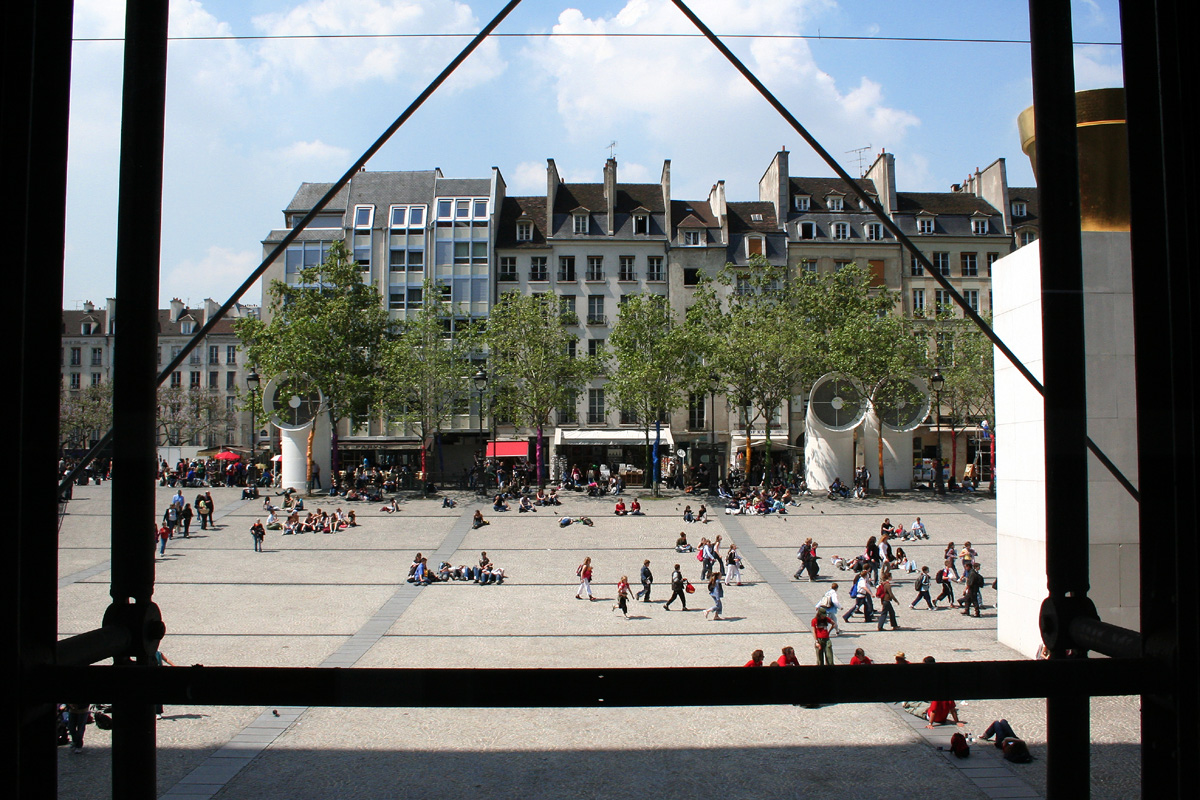
Vista de la plaça i edificis de l'entorn.

El Centre Pompidou ocupa poc menys de la meitat del seu solar. La part que sobra és una enorme plaça pública considerada part de l'edifici, ja que s'hi fan activitats relacionades amb el centre. El disseny d'aquest espai exterior va ser decisiu en la victòria de Piano i Rogers en el concurs. En la plaça s'amunteguen els teatres rondaires, dibuixants, petites botigues rondaires i grups de joves, tots ells relacionats amb l'art i la cultura. En els límits d'aquest espai públic hi ha col·locats enormes tubs, alguns d'ells agrupats de dos en dos, que són els respiradors de l'aparcament subterrani que ocupa tot el solar. La grandària d'aquests tubs de refrigeració i la seva semblança amb les vies de ventilació dels vaixells els converteixen en elements propis del Centre Pompidou, ampliant els límits de l'edifici a tota la plaça. El sòl d'aquesta està inclinat lleugerament cap al Centro Pompidou, funcionant l'edifici com teló de fons. Des de la restauració del Centre Pompidou portada a terme des de setembre de 1997 fins a gener de 2000, hi ha més restriccions en les activitats que es fan en la plaça, havent més vigilància tant dintre com fora de l'edifici. En aquesta reforma es va obrir al trànsit alguns carrers confrontants amb la plaça que abans eren per als vianants.
La resta d'edificis que formen part de la plaça són, principalment, de finals del segle xix, d'estil Modernista. En molts d'aquests edificis hi havia galeries d'art que resultaven ser molt visitades gràcies a la proximitat del Pompidou. Progressivament, aquestes sales d'art van donar pas a botigues, les quals tenen molt èxit gràcies a la gran afluència de turistes que visiten en Centre Pompidou. Cal recordar que aquest edifici és el tercer lloc més visitat de París. D'aquesta manera, en el barri que envolta al centre d'art hi ha una barreja entre turistes i gent jove i desinhibida.
Jean Baudrillard va escriure el llibre L'effect Beaubourg en 1977. En ell parla del que suposa la construcció del Pompidou per al barri en què es troba, una zona deprimida abans de l'existència d'aquest centre d'art. Baudrillard diu en el seu llibre que l'art del segle xx és transgressor, secret i que vol canviar la societat. També apunta que el previst mal ús del Centre Pompidou és una expressió de l'odi que genera aquest art contemporani i misteriós.

### Estructura
L'edifici té en cadascun dels forjats tretze buits limitats per catorze bigues paral·leles. Aquestes peces són d'una enorme grandària i són prefabricades, pel que va caldre fer un gran desplegament logístic per a dur-les al solar de construcció. Les bigues són visibles en les façanes laterals (la nord i la sud). Les bigues de diferents plantes s'uneixen entre si amb tensors. Els pilars del Pompidou són metàl·lics amb secció rodona. Hi ha una estructura inventada en aquest edifici coneguda pel nom de Gerberette. Són unes peces metàl·liques horitzontals ancorades als pilars per un dels extrems a manera de volades. Tenen una secció corba i la seva funció és subjectar les estructures metàl·liques que sobresurten de les façanes oest i aquest. El seu inventor és l'enginyer alemany Gerberett, i es van dissenyar per a ampliar la superfície dels ponts. D'aquesta manera, s'observa que tota l'estructura del Pompidou és metàl·lica, incomplint aparentment la normativa parisenca contra incendis. No obstant això, aquesta legislació és respectada, ja que els pilars estan refrigerats per aigua que hi ha en l'interior de cadascun d'ells. En les façanes oest i est hi ha creus de Sant Andreu, uns tensors creuats perpendicularment entre si, i inclinats aproximadament 45° respecte del sòl, col·locats en cada quadrat format per les barres horitzontals i verticals que hi ha en l'exterior d'aquestes façanes. Aquests tensors són sorprenentment fins i tenen molta seguretat, és a dir, que perquè l'estructura que conformen fracassés caldria tallar bastants d'aquests tensors. Hi ha barres i tubs de les façanes que no tenen funció estructural, i la seva única funció és contribuir en el caos visual que dificulta la comprensió de l'espai. Darrere d'aquest conjunt de barres i tubs estan les façanes.